# 大豆
大豆古称菽，是豆科大豆属植物，其种子含有丰富的蛋白质，此名词一般都指其种子而言。
大豆是東亞的原生種植物，果實呈椭圆形、球形。因品系不同，而種皮顏色有黄色、淡绿色、黑色、棕色，所以又別名為黄豆（黄大豆）、青豆（是指青大豆，不是指豌豆）、黑豆（黑大豆）；此外，另有茶大豆。。其中，以黄豆最常見。
毛豆是尚未成熟的食用大豆，約在莢果種子生長至八分熟時採收。毛豆一詞，可指此鮮豆莢或鮮豆莢內的八分熟種子。因為此時期的豆荚外皮尚有很多细毛，所以得名；待毛豆成熟後，豆莢就會乾而脆，種子也會脫水、變小、變硬而成為大豆，過熟則豆莢乾枯開裂，豆粒會灑落。。
大豆可以製成大豆油、豆豉，在聯合國糧食及農業組織（FAO）的分類中，甚至將大豆列為含油种子而不是豆類。無脂肪的豆粕是動物飼料中常見及廉價的蛋白質來源，像植物組織蛋白就在一些餐點中代替肉。每單位面積，種豆可以產生的蛋白質較其他利用方式都要高。
在東方有許多豆類製品，未醱酵的豆類製品有豆漿、豆腐、腐皮、豆花、黃豆粉等，醱酵的豆類製品有醬油、豆豉、豆瓣醬、醱酵豆醬、納豆、丹貝、豆腐乳、臭豆腐等也是用豆類製成的調味料或食材。大豆油有許多工業的應用，2022年主要生產大豆的國家有巴西（43.3%）、美国（33.2%）、阿根廷（5.9%）、中国（5.6%）、印度（3.5%）、巴拉圭（2.8%）、加拿大（1.8%）俄罗斯（1.5%）、乌克兰（1.0%）；巴西产量最多达15573.65万吨，其中马托格罗索州份额最高（28%，约4360.6万吨），一州即占全球12.2%。大豆含有大量的植酸、α-亞麻酸及異黃酮。
大豆富含豐富的營養與優質蛋白質，高含量的大豆蛋白是素食者攝取蛋白質的首選之一，因此大豆也有「田裡的肉」之稱。

## 分類學
大豆属 (Glycine) 可分為兩個亞屬，即澎湖大豆亚属 （Glycine）和大豆亚属（Soja）。Soja亞屬包括栽培大豆G. max和野生大豆G. soja，野生大豆可視為單獨的物種野大豆（G. soja），也可視為亞種G. max subsp. 栽培大豆和野生大豆都是一年生植物。野生大豆原產於中國、日本、韓國和俄羅斯。Glycine亞屬包括至少25種多年生的野生品種：例如，G. canescens 和短绒野大豆（G. tomentella），兩者均分布於澳洲和巴布亞紐幾內亞。
多年生大豆 (爪哇大豆) 屬於另一個屬。它起源於非洲，現在是熱帶地區廣泛使用的牧草作物。
就像其他一些馴化已久的農作物一樣，現代大豆與野生種的關係已無法確定。大豆是一種具有大量栽培品種的栽培植物。

## 生態學
與許多豆科植物一樣，大豆可以固定大氣中的氮，這是由於根瘤菌群 (Rhizobia) 的共生細菌的存在。

## 历史
- 大豆原产于中国，古稱菽，约有5000年的人工栽培史，新石器时代遗址中就有大豆的残留物[25][26]。

- 《礼记·檀弓》中说到：“孔子曰：啜菽饮水，尽其欢，斯之谓孝”。
- 《诗经》有“中原有菽，庶民采之”的記載。
- 《墨子》有：“耕家树艺，聚菽粟。是以菽粟多，而民足乎食”。
- 《吕氏春秋》中记有“得实菽菽，长茎而短足，其荚二、七为簇，多枝数节”。

- “大豆”一詞最早見於《神农书》的《八穀生长篇》载：“大豆生于槐。出于泪石云山谷中，九十日华，六十日熟，凡一百五十日成。”[27]。
- 大豆在1565年至1815年間透過墨西哥的唐人街傳到拉丁美洲，並在1882年傳到巴西，當地在1892年種植大豆作為飼料。及後日本人亦在1908年起開始移民到巴西，並種植大豆及製作豆製品。[28]

## 遺傳學
2010年，Li等人發現中國地方品种的遺傳多樣性略高於自交系。 2015年，Han等人使用特定基因座擴增片段定序 (SLAF-seq) 研究馴化過程的遺傳歷史，進行農藝相關性狀的全基因组关联分析 (GWAS)，並產生高密度連鎖圖譜。SNP陣列由Song等於2013年開發，並已用於研究和育種；同一團隊在2015年的Song等人的研究中將他們的陣列應用於美國農業部大豆種質資源收集，並獲得了有望產生此類性狀關聯映射數據的映射數據。
Rpp1-R1是對抗大豆鏽蝕病的抗性基因。Rpp1-R1是一個R基因 (NB-LRR)，提供對鏽蝕病原體Phakopsora pachyrhizi的抗性。其合成產物包括一種ULP1蛋白酶。
Qijian等人，2017提供SoySNP50K基因陣列。

### 基因改造大豆

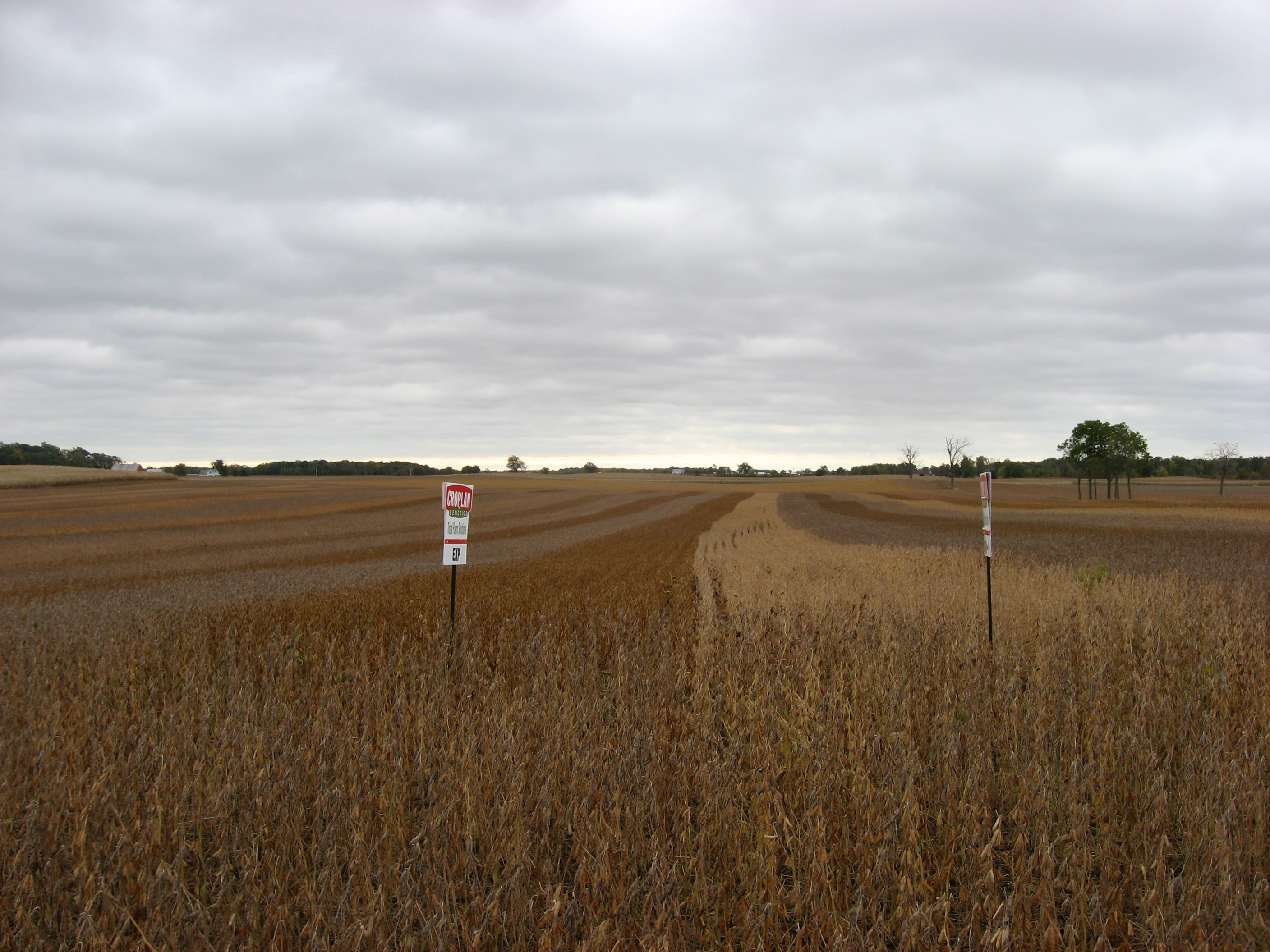
不同類型的基因改造大豆並排種植在一起

許多大豆有經過基因改造的處理，而且基因改造的大豆製品產量日益增加。1995年孟山都提出了基因改造的大豆，在基因改造後可以抗孟山都出產的除草劑草甘膦，其基因是來自土壤桿菌屬（strain CP4）的基因EPSP合成酶，因此可以抗除草劑。
在1997年時，美國市場的大豆約有8%為基因改造大豆，在2010年時已上昇到93%。科學家對基因改造大豆的憂慮是其對生物多樣性的破壞。2003年的報告指出，RR基因已經出現在許多不同的豆類作物，在生物多樣性上有少許的減少，不過「生物多樣性被限制在來自一些公司的特性精英品種中」。
美國大量種植基因改造大豆，已造成銷往特定國家時的問題。若要合法的出口基因改造作物到歐洲，需要額外的檢驗，而相當多的供應商或消費者不贊成將基因改造產品作為人類或是動物的糧食。由於非基改大豆中仍有少數可能受到基改大豆的污染，因為這類的產品被退，廠商需提供純正的非基改大豆。而歐盟對於基改食品是否有害也仍有不同的說法，歐盟開始改讓各國自由決定
。
台灣一度曾傳言可以用黃豆種臍的顏色識別是否為基改大豆，但花蓮區農業改良場否認此說法，並說明種臍的顏色是品種的特性，和是否為基改大豆無關。
台灣每年進口大豆中，約有90%以上屬於基因改造，多數從美國進口非食品級的飼料級黃豆，粗估最低台灣境內有超過六成黃豆製品含有基改黃豆原料，因此法規要求業者如使用基因改造食品原料必須強制標示出來，若標示不確實則可開罰到三、四百萬元。

## 形态及物理特性

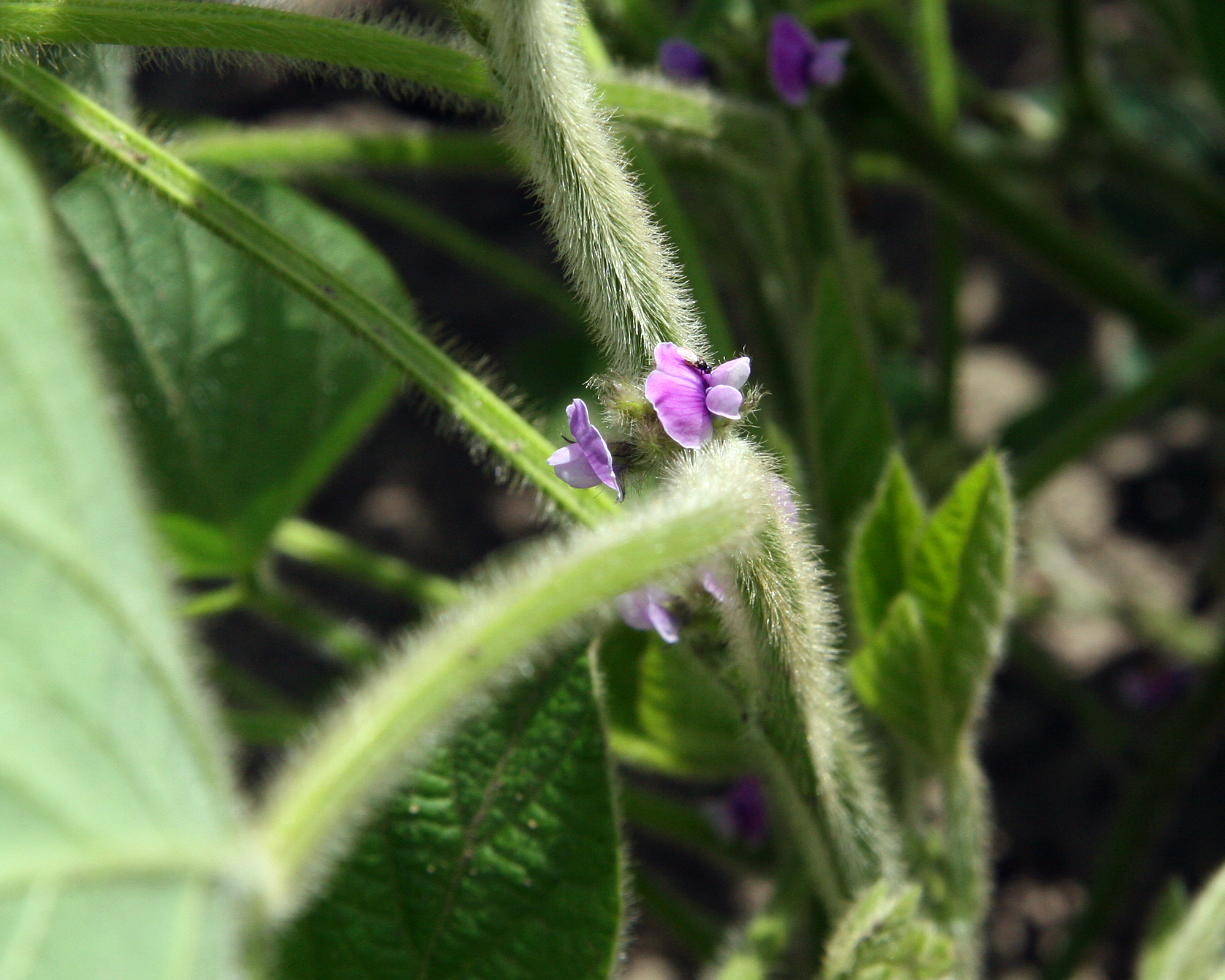
紫色的大豆花

大豆為一年生草本，茎直立或半蔓生；复叶，小叶3片；短总状花序腋生或顶生；白色或紫色蝶状花；荚果，椭圆形至近球形的种子。大豆的高度約從20公分到二公尺不等。
大豆的豆荚、茎和叶上面有棕色或灰色的細毛。其每片葉子有三到四片小葉，約6至15公分長，2至7公分寬。大豆的葉子在果實成熟前就掉落。大豆的花不太起眼，是自花能孕的花，長在葉子的軸向，有白色、粉紅色及紫色。
大豆的果實是有毛的莢果，一般會有三至五個莢果長在一起，長約3至8公分，其中多半會有2至4個種子，直徑約5至11公厘。
大豆拥有不同的形状大小、及若干外壳或种皮颜色，包括黑、棕、蓝、黄、或杂色。成熟大豆的外壳非常坚硬并且防水、可以保护子叶和胚轴（或胚）免于被破坏。如果种皮破坏，种子就不能发芽。在种皮上可以看得见的瘢痕被称为种脐（颜色包括黑色、褐色、黄色、灰色和黄色）。种脐的一端是珠孔（或者是种皮裡的小孔），他们可以吸收水分。
大豆的种子含有高蛋白质，即使脱水也可以生存，并且在吸水后可以继续存活。二十年前A. Carl Leopold在康奈尔大学的Boyce Thompson植物研究所开始研究这个问题。通过对大豆和玉米存活試驗，发现大豆和玉米分别有一系列的可溶性碳水化合物保护种子的细胞。90年代初被授予关于保护生物膜和蛋白质干燥状态技术的专利权。

### 固氮能力
包括大豆在內的許多豆類植物在其根部的根瘤都有共生的根瘤菌，根瘤菌可以進行固氮作用，將空氣中的氮氣N2轉變為氨NH3。其化學反應是：
N2 + 8 H+ + 8 e− → 2 NH3 + H2
而氨溶於水轉變為銨離子NH4+：
NH
3 + H
2O ⇌ NH
3·H
2O⇌NH+
4 + OH−

豆類植物的根瘤是其氮的來源，因此豆類有較多的植物性蛋白質。

## 營養價值
黃豆，中文別稱大豆，具有健脾寬中、潤燥消水、清熱解毒、益氣等功效。根據傳說，五千年前神農氏命名了五種神聖穀類，黃豆即是其中之一，到了公元前300年，黃豆、小米成為中國北方主要的農作物。大豆含有豐富的蛋白質、氨基酸、鈣、鐵、鋅、維生素B群及大量的膳食纖維，在人體内都參與調節生理的功能。比動物來的經濟，再加上佛教的主張素食，於是各式各樣的黃豆製品，便相繼在中國出現。到了八世紀，經由僧侶，將黃豆、豆腐引進日本，立刻受到矚目。另外他們發明了味噌、納豆等吃法，而且在最近幾年，還將豆漿當健康食品使用。
黃豆約50%的脂肪為亞麻油酸，屬於不飽和脂肪酸，是人體所需的營養成份，而不像飽和脂肪酸會使體内的膽固醇提高，因此，有助降低心血管疾病的發生。
黃豆所含的亞麻油酸中，Omega-3脂肪酸佔了約8%。Omega-3脂肪酸主要出現在魚類，可減低心臟病的罹患，及有助嬰兒腦部的發展，雖然黃豆油所含脂肪酸與魚油的脂肪酸不是相同，但進入人體後，黃豆脂肪將可轉換成魚油脂肪類，但經烘烤、加工食品過程中，通常75% Omega-3脂肪酸會流失。另外黃豆油經過氫化後會轉變成反式脂肪酸，及增加飽和脂肪酸的形成，反而對人體健康不利。
黃豆食物中已經確認含有15種植物性化合物的異黃酮素，它們有植物雌性激素、抗氧化劑及蛋白質抑制劑的功能，其中的染料木黄酮类(Genestein)及大豆苷元类(daidzein)受到科學家的特別重視。這些異黃酮素，不僅可防癌，同時也有降低血中膽固醇、骨質疏鬆的危險性及減輕一些婦女更年期的症狀。
最近新的臨床研究亦顯示，黃豆中的異黃酮素可抑制體內膽固醇的合成。而黃豆中其它的物質，如:植物固醇及皂素亦能阻止飲食中膽固醇的吸收，而增加排出體外。因此，有可能降低心血管疾病的發生。
《名醫別錄》說：「生大豆逐水脹，除胃中熱脾、傷中、淋漏、下瘀血，散五臟結積、內寒。」黃豆富含異黃酮素、不飽和脂肪酸、纖維素外，可降低罹患心血管疾病，具有降血脂、抗癌、預防骨質疏鬆症等功效。
大豆中的植物雌激素家族异黄酮可以缓解这些症状，从何缓解女性更年期症状。
補充大豆蛋白與有氧運動具有提升女性身體組成、體圍特徵和心肺耐力之效果。
有研究發現，植物雌激素的雌激素效力是顯著的，它們可能會引發由生理雌激素引起的許多生物反應，因此較其他食品更能幫助女性改善更年期症状。

## 經濟
全球大豆生產由1950年的1700萬噸增至2010年2.5億噸，增幅14倍，相較同期糧食生產只是增加四倍。主要以原粒大豆、豆粕及大豆油三種形態作交易。除了透過豆腐、豉油、齋肉、豆製品等方式直接消費大豆外，亦會透過奶製品、蛋、肉類及飼養魚類等方式作間接消費，因為豆粕一般用作餵飼牲口。

### 供應
美國在1970年起成為全球第一大大豆出口國，巴西則在1975年超越中國大陸成為第二大出口國，及後阿根廷、巴拉圭近年亦增加大豆出口，以上四個國家大豆出口量佔全球出口市場九成。
其中，中國大陸的大豆種植總成本比美國高39%，單位面積產量低一半，巴西大豆約比美豆貴20-25%，但巴西大豆及美國大豆季節有交替性，當中美豆在10月份便是收割期。
在台灣，據農業部統計資料，2023年大豆生產量約為5,955公噸。前三大產區分別是雲林縣1,585公噸、花蓮縣768公噸及台南市659公噸。

### 需求
中國大陸是全球最大大豆進口地區，其次是歐盟、日本、墨西哥。中國大陸有86%的大豆消費量靠進口，2017年全年大豆消費量逾1.1億噸，自產量1500萬噸，進口9550万噸，
根據中華人民共和國的海關數據，中國大陸自2017年從巴西買入5,093萬噸大豆，佔總進口量的53.3%。美國出口到中國的黃豆有3,290萬噸，佔總進口量的34.4%。中國大陸選擇進口大豆的原因多樣，一是國內生產大豆成本約高於國外40-50%，令國內農產品利潤空間有限，而且全球石油價格下跌，令大豆等大宗商品的海運成本下跌。
2018年中美贸易战期间，作为对美国向进口自中国大陆的商品加收关税的反制，中国大陆对包括大豆在内的美国进口商品加收关税。台湾在2017年已是美國第6大黃豆出口地区，在中美貿易戰期間，簽署的意向書指出美國出口給台灣的黃豆將從140萬公噸升至最多390萬公噸，絕大多數為基因改造大豆。
台灣雖有自產大豆，但因產量與成本因素，仍需大量進口大豆，據農業部統計，2023年進口245.5萬公噸，遠超過自產的0.5955萬公噸。

## 用途
|  |  |

- 大豆最常用来做各种豆制品、压大豆油、炼酱油和提炼蛋白质。
- 豆渣或磨成粗粉的大豆也常用于禽畜饲料。
- 在中国、日本和朝鲜半岛，不同软硬的豆腐已有数千年历史。大豆加工之后，也可以成为酱油、味噌、納豆或腐乳等。
- 欧美现代也开始吃豆腐，但是一般用来代替奶制品。黃豆富含優質蛋白質，足以媲美肉類，且黃豆和同重量的肉類相比，所含的蛋白質比肉類高出兩倍。

## 圖集

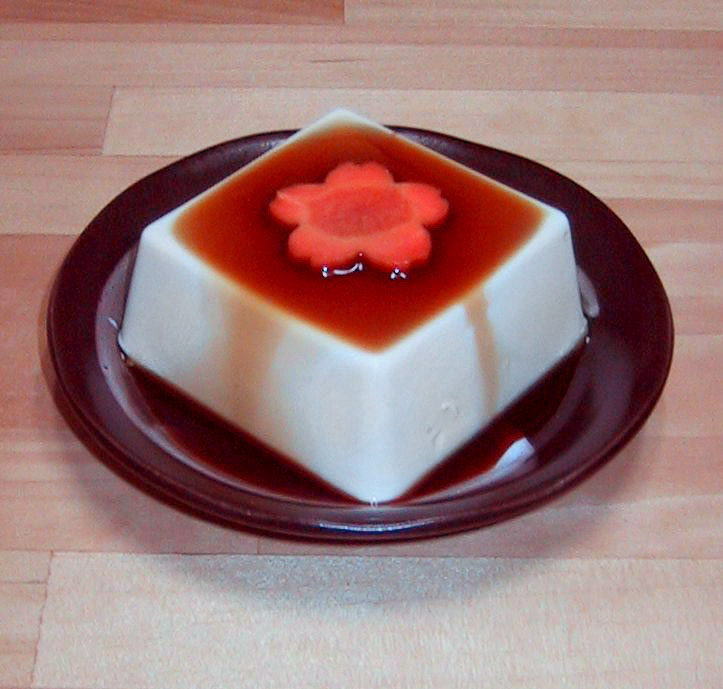
豆腐產品
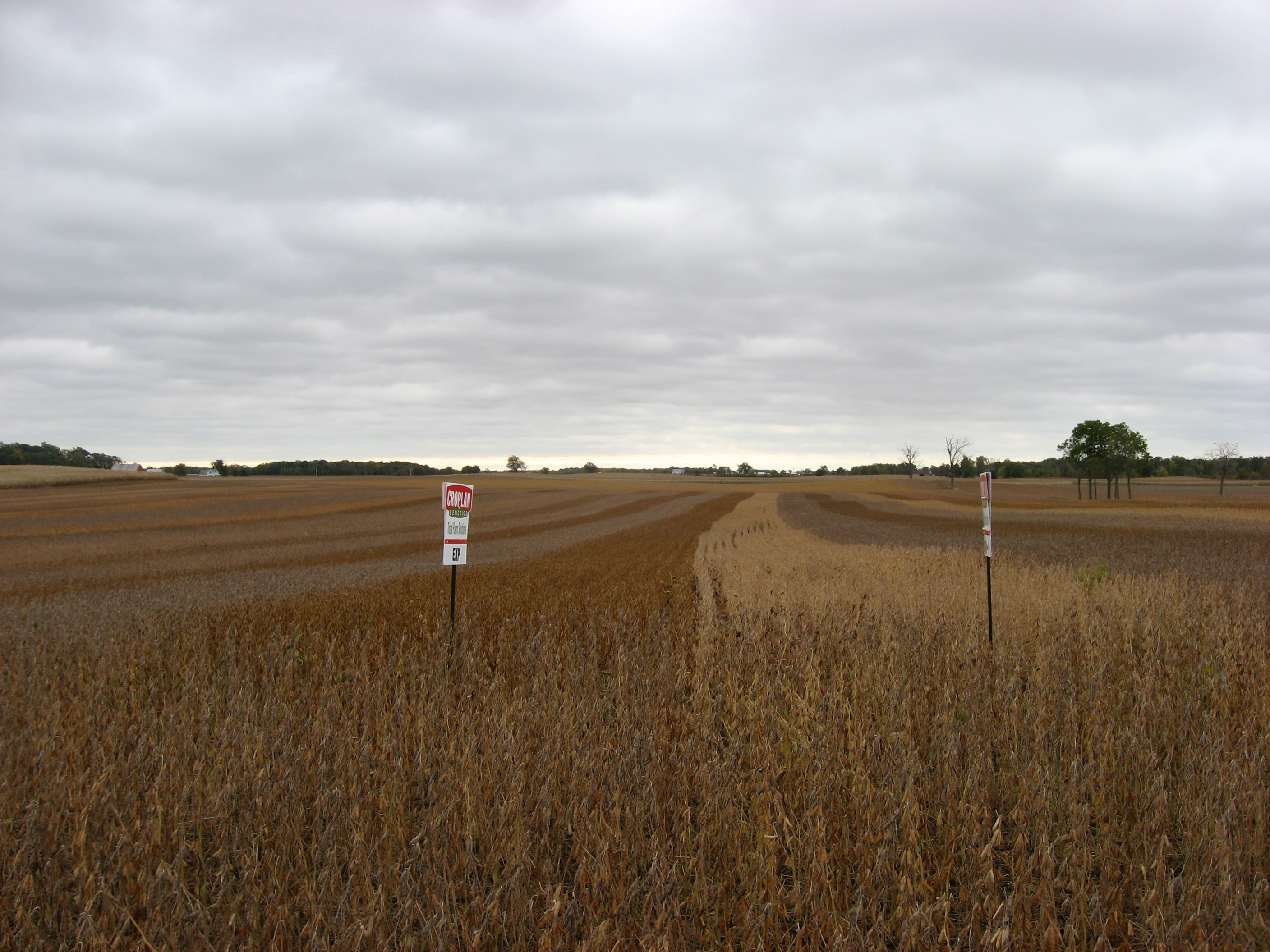
大豆田
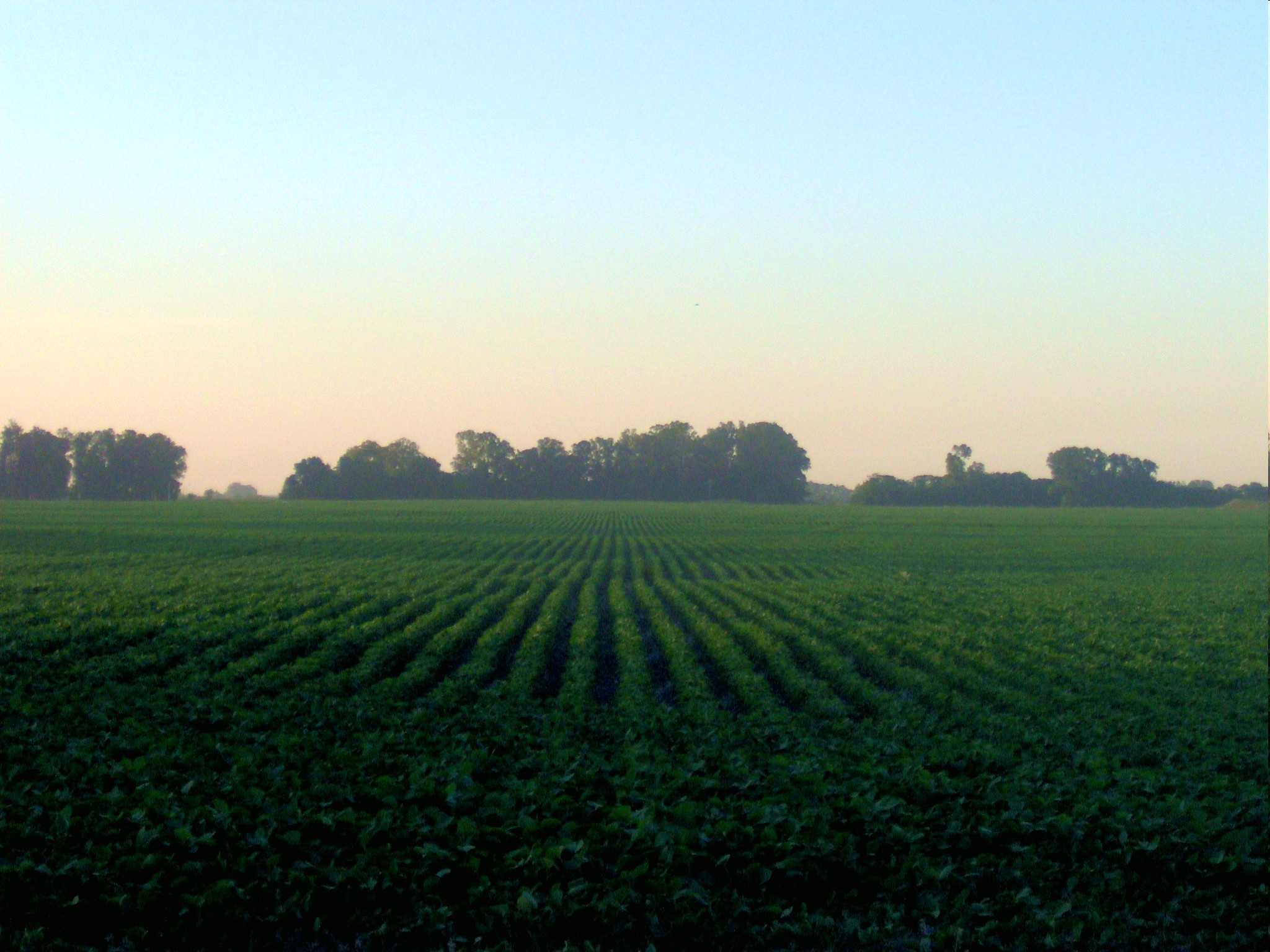
機械化大豆田
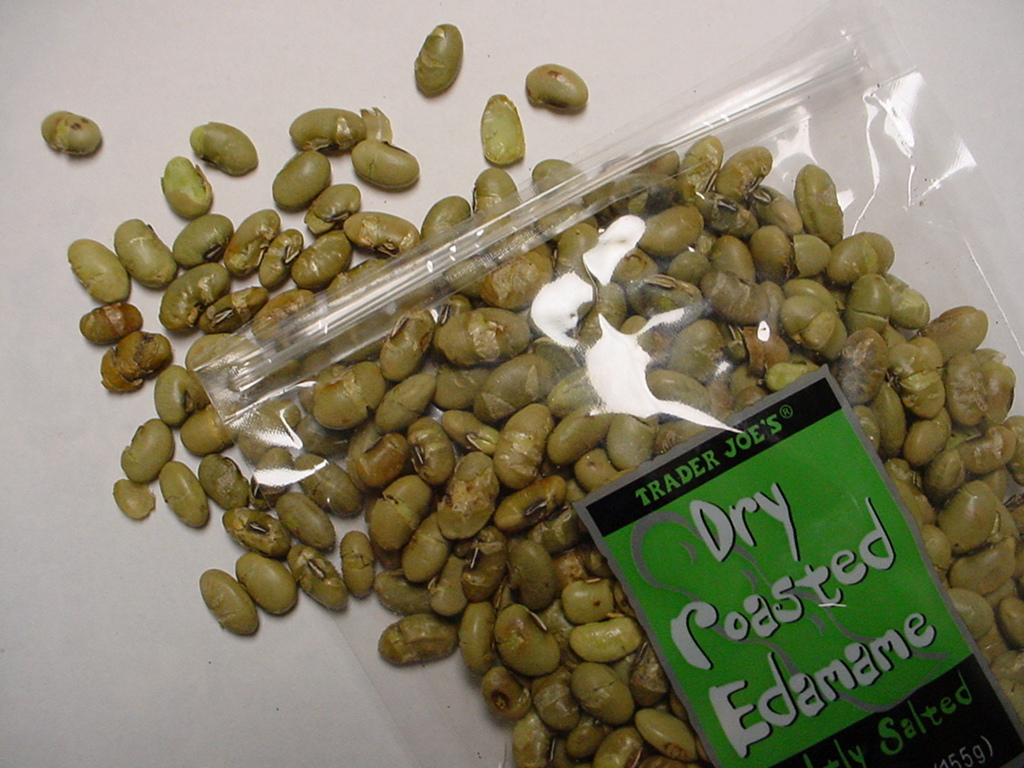
乾大豆產品
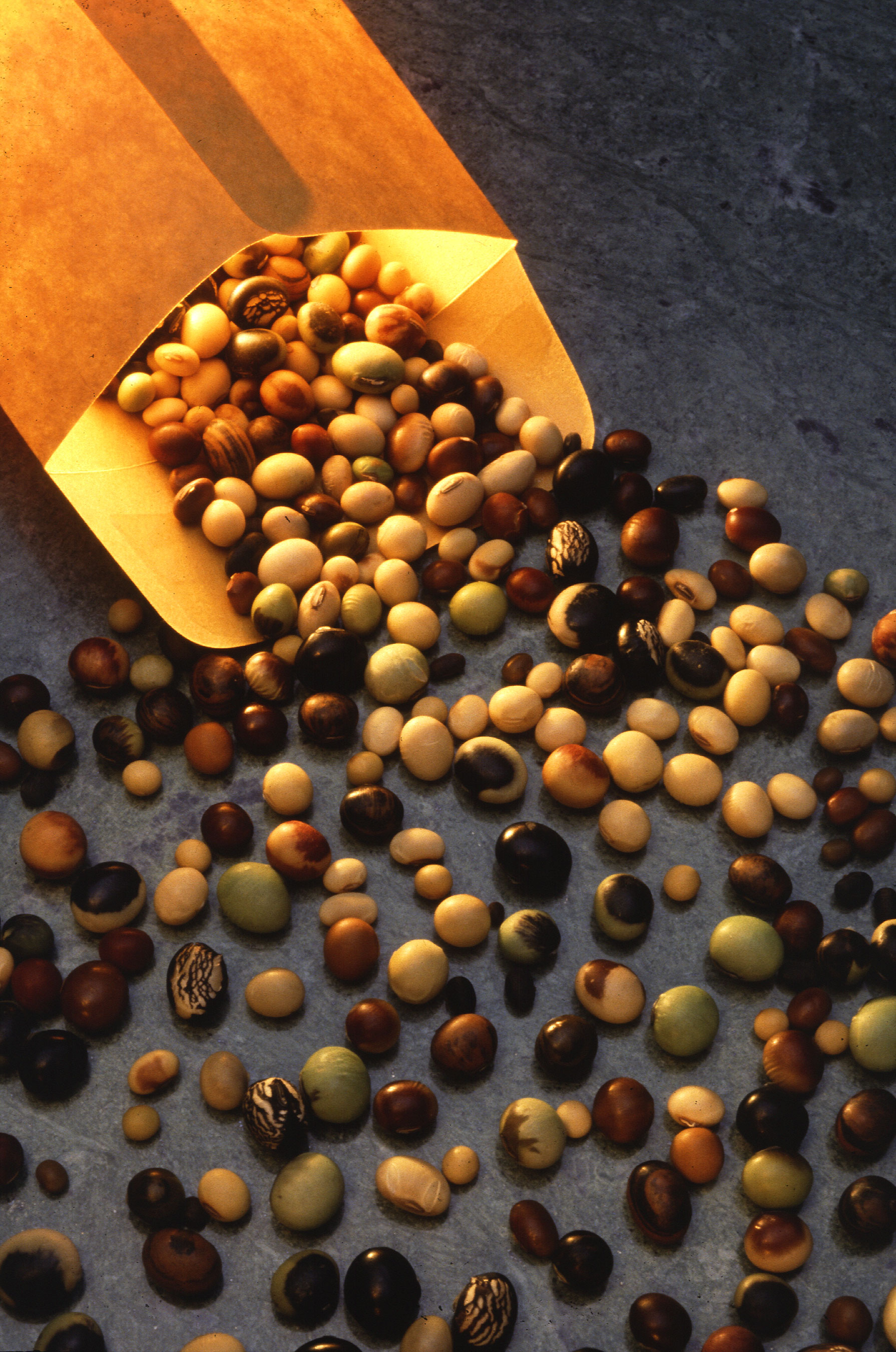
大豆種子
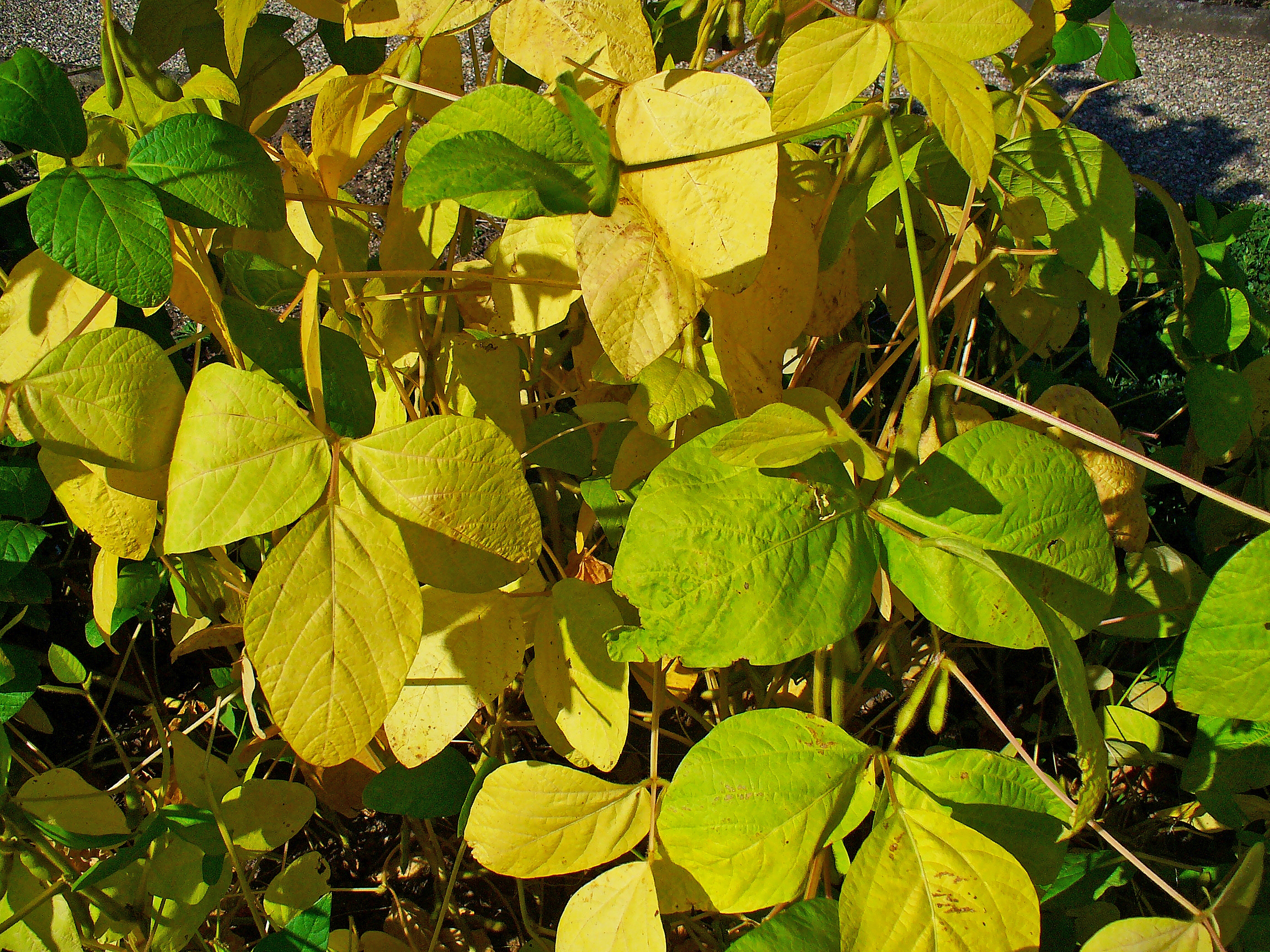
大豆葉
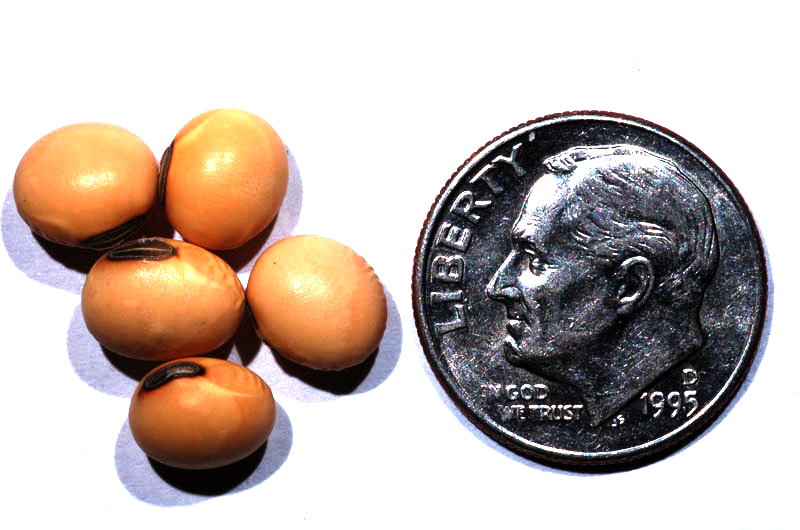
尺寸比較

### 引用
1. ↑  .   [2020-09-04]. （原始内容存档于2021-01-26）.
2. ↑  .   [2015-05-14]. （原始内容存档于2015-07-26）.
3. ↑  談黑豆栽培與利用 （页面存档备份，存于），台南區農業專訊第12期：2~5頁(1995年6月)
4. ↑  大豆、毛豆、綠豆、黑豆、豆科綠肥 （页面存档备份，存于），臺南區農業改良場
5. ↑  神奇的黑豆 （页面存档备份，存于），台南市下營區農會（ie）
6. ↑  毛豆之營養與效用 （页面存档备份，存于），台南區農業專訊第26期，19~21頁，(1998年12月)
7. ↑  標題：毛豆和黃豆一樣嗎? （页面存档备份，存于），農業知識入口網-農業知識家，行政院農業委員會，中華民國
8. ↑  你知道嗎？「毛豆=黃豆=黑豆」通通都是大豆 （页面存档备份，存于），ETtoday 新聞雲，編輯黃郁棋／綜合報導，2013年01月19日
9. ↑  Riaz, Mian N. . Boca Raton, FL: CRC Press. 2006. ISBN 0-8493-2981-7.
10. ↑  . National Soybean Research Laboratory.   [February 16, 2012]. （原始内容存档于2012年3月4日）.
11. ↑  菽香悠远话大豆（九）| 全球大豆供需格局中国农村网，2024年7月31日
12. ↑  , Soy stats, 2011  [2015-04-13], （原始内容存档于2012-11-24）.
13. ↑   (PDF). Oilseeds: World Markets and Trade. United States Department of Agriculture.   [February 17, 2012]. （原始内容 (PDF)存档于2012年2月8日）.
14. ↑  Soybean Explorer （页面存档备份，存于）USDA，2024年7月31日
15. 1 2  Singh, Ram J.; Nelson, Randall L.; Chung, Gyuhwa. . London: Taylor & Francis. November 2, 2006: 15. ISBN 978-0-8493-3639-3.
16. ↑  . Plants of the World Online. Royal Botanic Gardens, Kew.   [2023-01-28].
17. ↑  Hymowitz, Theodore. . Sinclair, J.B.; Hartman, G.L.  (编). . Urbana, IL, US: National Soybean Research Laboratory: 33–37. August 9, 1995.
18. ↑  Newell, C.A.; Hymowitz, T. . American Journal of Botany. March 1983, 70 (3): 334–48. JSTOR 2443241. doi:10.2307/2443241.
19. ↑  Heuzé V., Tran G., Giger-Reverdin S., Lebas F., 2015. Perennial soybean (Neonotonia wightii). Feedipedia, a programme by INRA, CIRAD, Association Française de Zootechnie and FAO. https://www.feedipedia.org/node/293 Last updated on September 30, 2015, 15:09
20. ↑  . Global Plants on JSTOR.
21. ↑  . tropicalforages.info.   [January 19, 2014]. （原始内容存档于June 1, 2017）.
22. ↑  Shekhar, Hossain; Uddin, Howlader; Zakir Hossain; Kabir, Yearul. . IGI Global. July 22, 2016: 223  [22 November 2017]. ISBN 978-1-5225-0592-1.
23. ↑  Ghulam Raza; Mohan B. Singh; Prem L. Bhalla. Atanassov, Atanas , 编. . BioMed Research International. June 11, 2017, 2017: 7379693. PMC 5485301 . PMID 28691031. doi:10.1155/2017/7379693 .
24. ↑  Jim Deacon. . Institute of Cell and Molecular Biology, The University of Edinburgh. April 5, 2023  [November 6, 2012]. （原始内容存档于January 16, 2013）.
25. ↑  王金陵，《中國大百科全書》--大豆
26. ↑  《苏联大百科全书》中写道：“栽培大豆起源于中国。中国在五千年以前就已开始栽培这个作物，……。”
27. ↑  严可均校辑《全上古三代秦汉三国六朝文》卷一
28. ↑  . www.soyinfocenter.com.   [2018-05-06]. （原始内容存档于2021-02-11）.
29. ↑  Rasheed, Awais; Hao, Yuanfeng; Xia, Xianchun; Khan, Awais; Xu, Yunbi; Varshney, Rajeev K.; He, Zhonghu. . Molecular Plant. 2017, 10 (8): 1047–1064. PMID 28669791. S2CID 33780984. doi:10.1016/j.molp.2017.06.008 .
30. ↑  Hulse-Kemp, Amanda M; Lemm, Jana; Plieske, Joerg; Ashrafi, Hamid; Buyyarapu, Ramesh; Fang, David D; Frelichowski, James; Giband, Marc; Hague, Steve; Hinze, Lori L; Kochan, Kelli J; Riggs, Penny K; Scheffler, Jodi A; Udall, Joshua A; Ulloa, Mauricio; Wang, Shirley S; Zhu, Qian-Hao; Bag, Sumit K; Bhardwaj, Archana; Burke, John J; Byers, Robert L; Claverie, Michel; Gore, Michael A; Harker, David B; Islam, Mohammad Sariful; Jenkins, Johnie N; Jones, Don C; Lacape, Jean-Marc; Llewellyn, Danny J; Percy, Richard G; Pepper, Alan E; Poland, Jesse A; Mohan Rai, Krishan; Sawant, Samir V; Singh, Sunil Kumar; Spriggs, Andrew; Taylor, Jen M; Wang, Fei; Yourstone, Scott M; Zheng, Xiuting; Lawley, Cindy T; Ganal, Martin W; Van Deynze, Allen; Wilson, Iain W; Stelly, David M. . G3: Genes, Genomes, Genetics. 2015-06-01, 5 (6): 1187–1209. PMC 4478548 . PMID 25908569. S2CID 11590488. doi:10.1534/g3.115.018416.
31. ↑  Hinze, Lori L.; Hulse-Kemp, Amanda M.; Wilson, Iain W.; Zhu, Qian-Hao; Llewellyn, Danny J.; Taylor, Jen M.; Spriggs, Andrew; Fang, David D.; Ulloa, Mauricio; Burke, John J.; Giband, Marc; Lacape, Jean-Marc; Van Deynze, Allen; Udall, Joshua A.; Scheffler, Jodi A.; Hague, Steve; Wendel, Jonathan F.; Pepper, Alan E.; Frelichowski, James; Lawley, Cindy T.; Jones, Don C.; Percy, Richard G.; Stelly, David M. . BMC Plant Biology. 2017-02-03, 17 (1): 37. Bibcode:2017BMCPB..17...37H. PMC 5291959 . PMID 28158969. S2CID 3969205. doi:10.1186/s12870-017-0981-y .
32. 1 2 3  
Marchal, Clemence; Michalopoulou, Vassiliki A.; Zou, Zhou; Cevik, Volkan; Sarris, Panagiotis F. . Essays in Biochemistry. 2022, 66 (5): 527–539. PMC 9528084 . PMID 35635051. doi:10.1042/ebc20210084.
33. ↑  Rasheed, Awais; Hao, Yuanfeng; Xia, Xianchun; Khan, Awais; Xu, Yunbi; Varshney, Rajeev K.; He, Zhonghu. . Molecular Plant. 2017, 10 (8): 1047–1064. PMID 28669791. S2CID 33780984. doi:10.1016/j.molp.2017.06.008 .
34. ↑  Song, Qijian; Hyten, David; Jia, Gaofeng; Quigley, Charles; Fickus, Edward; Nelson, Randall; Cregan, Perry. . PLoS ONE. 2013, 8 (1): e54985. Bibcode:2013PLoSO...854985S. PMC 3555945 . PMID 23372807. S2CID 1850673. doi:10.1371/journal.pone.0054985 .
35. ↑  Padgette, S. R.; Kolacz, K. H.; Delannay, X.; Re, D. B.; Lavallee, B. J.; Tinius, C. N.; Rhodes, W. K.; Otero, Y. I.;  et al. . Crop Science. 1995, 35 (5): 1451–1461. doi:10.2135/cropsci1995.0011183X003500050032x.
36. ↑  National Agricultural Statistics Board annual report, June 30, 2010. Retrieved July 23, 2010.
37. ↑  Liu, KeShun. . Berlin: Springer. 1997: 532. ISBN 0-8342-1299-4.
38. ↑  Sneller CH. . Crop Science. 2003, 43: 409–414. doi:10.2135/cropsci2003.0409.
39. ↑   (PDF). The Guardian. December 7, 2007  [2016-03-15]. （原始内容存档 (PDF)于2022-01-12）.
40. ↑  . 大紀元時報. 2015-01-13  [2015-04-14]. （原始内容存档于2016-03-04）.
41. ↑  邱立雅. . 聯合報 (花蓮). 2015-04-25  [2015-05-07]. （原始内容存档于2021-02-14）.
42. ↑  特級的是非基改且有機種植；一級的是食品級，供人類食用，包含非基改和基改；二級的是飼料豆，全部使用基改。
43. ↑  , 上下游News&Market, 2012-10-18  [2018-09-29], （原始内容存档于2021-02-14）
44. ↑  , 自由時報, 2016-10-27  [2018-10-01], （原始内容存档于2021-02-14）
45. ↑  Blackman, S. A.; Obendorf, R. L.; Leopold, A. C. . Plant Physiology (American Society of Plant Biologists). 1992, 100 (1): 225–30. PMC 1075542 . PMID 16652951. doi:10.1104/pp.100.1.225.
46. ↑  Jim Deacon. . Institute of Cell and Molecular Biology, The University of Edinburgh.   [2015-04-13]. （原始内容存档于2013-01-16）.
47. ↑  . WebMD.   [2019-03-22]. （原始内容存档于2021-02-14） （中文（中国大陆））.
48. ↑  George G. J. M. Kuiper, Josephine G. Lemmen, Bo Carlsson, J. Christopher Corton, Stephen H. Safe, Paul T. van der Saag, Bart van der Burg, Jan-Åke Gustafsson. . Endocrinology. 1 October 1998, 139 (10): 4252–4263. PMID 9751507. doi:10.1210/endo.139.10.6216.
49. 1 2 3 4   (PDF). （原始内容 (PDF)存档于2020-11-06）.
50. 1 2  .   [2018-05-06]. （原始内容存档于2018-06-28）.
51. 1 2  中華民國農業部. . 中華民國農業部. 2024-09-30  [2025-06-03].
52. ↑  中華民國農業部. . 中華民國農業部.   [2025-06-03].
53. ↑  Editorial, Reuters. . CN.   [2018-05-06]. （原始内容存档于2021-02-01） （中文（中国大陆））.
54. ↑  鄭寶生. . 香港01. 2018-01-26  [2018-05-06]. （原始内容存档于2018-05-07） （中文（香港））.
55. ↑  . www.thepaper.cn.   [2018-05-06]. （原始内容存档于2021-02-14）.
56. ↑  . www.mofcom.gov.cn.   [2023-08-09]. （原始内容存档于2023-08-11）.
57. ↑  . 臺灣蘋果日報. 2018-09-29  [2018-09-29]. （原始内容存档于2020-06-17）.
58. ↑  中華民國農業部. . 2024-09-30  [2025-06-03].

## 延伸阅读
[在维基数据编辑]
 《植物名實圖考·大豆》，出自吳其濬《植物名實圖考》